# Dahlia de la Cerda
Pour les articles homonymes, voir De la Cerda.
Dahlia de la Cerda, née en 1985 à Aguascalientes au Mexique, est une écrivaine, journaliste et activiste mexicaine. Elle est principalement connue pour ses livres Chiennes de garde (Perras de Reserva, en 2019) et Desde los zulos (2023), et son travail au sein de l'organisation féministe Morras Help Morras.

## Biographie
Dahlia De la Cerda a étudié la philosophie à l'Université autonome d'Aguascalientes (es). En 2009, elle remporte le concours littéraire Letras de la Memoria à Aguascalientes. Six ans plus tard, en 2015, elle devient boursière du Programme de stimulation de la création et du développement artistique (PECDA) avec le projet Nos femmes mortes ont un nom, un livre électronique distribué gratuitement composé de dix textes narratifs sur les féminicides au Mexique. Ce projet deviendra son livre d'histoires Perras de Reserva. En 2016, elle devient boursière du Fonds national de la culture et des arts (FONCA) avec un projet de récit et de recherche sur les femmes en prison et la criminalité féminine du point de vue du féminisme intersectionnel. À la demande de son tuteur, elle changé l'orientation du projet vers l'écriture « d'histoires sur la criminalité féminine, sur des femmes abjectes qui échappent au canon des bonnes femmes ». En 2018, elle est à nouveau boursière du FONCA avec un projet narratif sur la situation des femmes vivant en périphérie des villes et la féminité : femmes malades, criminelles, transsexuelles et racisées. L'histoire « Persil et Coca Cola » a été publiée dans l'anthologie FONCA cette année-là.
En 2019, elle remporte la deuxième place du prix Raquel Berman et remporte le Prix National de la Jeune Histoire Comala avec le livre de nouvelles Perras de Reserva. En 2021, elle participe au volume collectif Tsunami 2, coordonné par Gabriela Jáuregui et publié par la maison d'édition Sexto Piso.
En 2022, Sexto Piso (es) réédite Perras de Reserva avec quatre histoires ajoutées aux neuf originales. Le livre est ainsi constitué de treize chapitres, qui se répondent. Ils sont écrits à la première personne, chacun par une femme très différente des autres, victimes ou auteures de violences.
En 2023, elle publie un recueil d'essais Desde los zulos (Sexto Piso, 2023), intitulé d'après la chronique qu'elle a commencé à publier sur le site Internet de son éditeur en 2022.
En 2024, son roman Perras de la Reservas est traduit en anglais par Julia Sanches et Heather Cleary (sous le titre Reservoir Bitches), et cette traduction est sélectionnée (longlist) pour le Prix international Booker 2025.

## Ouvrages
- Chiennes de garde [« Perras de reserva »]  (trad. de l'espagnol du Mexique par Lise Belperron), Le sous-sol, 2024 (1re éd. 2019) (ISBN 978-2-36468-718-9)[8],[9],[10],[5]
- (es-MX) Desde los zulos, Sexto Piso, 2023, 216 p. (ISBN 9786078895137)

## Liens extetrnes
- Notices d'autorité :   - VIAF
  - ISNI
  - BnF (données)
  - IdRef
  - LCCN
  - GND
  - Pologne
  - NUKAT
  - WorldCat